# Septembrie 1999
Acest articol este generat integral pe baza informațiilor din articolul 1999 și este actualizat periodic de un robot.
 Editările făcute în articol vor fi șterse la următoarea actualizare! Dacă doriți să faceți modificări, editați articolul-sursă.

ianuarie -
februarie -
martie -
aprilie -
mai -
iunie -
iulie -
august -
septembrie -
octombrie -
noiembrie -
decembrie
Septembrie 1999 a fost a noua lună a anului și a început într-o zi de miercuri.

## Evenimente
- 23-24 septembrie: După 21 de ani, un cancelar al Germaniei vine în vizită oficială în România. Cancelarul Gerhard Schroder ține un discurs în Parlamentul României și are întâlniri cu oficialitățile române.

## Nașteri
- 9 septembrie: Bilal Hassani, cântăreț francez
- 14 septembrie: Laura Jurca, sportivă română (gimnastică artistică)
- 19 septembrie: Dalita Avanessian, cântăreață armeană
- 19 septembrie: Alexandra Emilianov, atletă din R. Moldova
- 21 septembrie: Alexander Isak, fotbalist suedez (atacant)
- 24 septembrie: Mei Nagano, actriță japoneză

## Decese
- 14 septembrie: Jehan Buhan, 87 ani, scrimer francez (n. 1912)
- 16 septembrie: Artiom Lazarev, 84 ani, politician din R. Moldova (n. 1914)
- 18 septembrie: Arie A. Arie (Arie Avram Arie), 78 ani, inginer electroenergetician român (n. 1921)
- 18 septembrie: Leo Valiani, 90 ani, politician italian (n. 1909)
- 25 septembrie: Marion Zimmer Bradley, 69 ani, scriitoare americană (n. 1930)
- 28 septembrie: Rafael Alberti, 96 ani, poet spaniol (n. 1902)
- 28 septembrie: Vasile Boghiță (Mihai Vasile Boghiță), 67 ani, actor român (n. 1932)